# Isolotto dei Pedrami
L'isolotto dei Pedrami è un'isola del mar Tirreno situata a ridosso della costa nord-orientale della Sardegna, prospiciente la spiaggia di Portu Ainu.

Appartiene amministrativamente al comune di Budoni.